# Cerco de Arai
O Cerco de Arai foi uma das primeiras medidas tomadas por Hōjō Sōun para se tornar um dos mais poderosos senhores da guerra do Japão durante o período Sengoku. Depois de atacar Kamakura em 1512, Hōjō voltou-se para o castelo Arai, numa península ao sul, a qual era controlada por Miura Yoshiatsu. O filho de Miura Yoshiatsu, Yoshimoto, acreditando que a derrota seria inevitável, tirou a própria vida cometendo seppuku.